# Pürewdordżijn Njamlchagwa
Pürewdordżijn Njamlchagwa (mong. Пүрэвдоржийн Нямлхагва; ur. 7 października 1974) – mongolski judoka. Dwukrotny olimpijczyk. Zajął dziewiąte miejsce w Atlancie 1996 i trzynaste w Sydney 2000. Walczył w wadze półlekkiej.
Siódmy na mistrzostwach świata w 1999; uczestnik zawodów w 1997. Startował w Pucharze Świata w latach 1996-1998 i 2000. Brązowy medalista mistrzostw Azji w 1995 i 2000. Wygrał wojskowe MŚ w 1998 roku.

## Letnie Igrzyska Olimpijskie 1996
| Konkurencja | Eliminacje          | Eliminacje                | Repasaże              | Repasaże           | Klas. końcowa |
| Konkurencja | Przeciwnik I        | Przeciwnik II             | Przeciwnik I          | Przeciwnik II      | Miejsce       |
| ----------- | ------------------- | ------------------------- | --------------------- | ------------------ | ------------- |
| 65 kg       | Pasi Laurén (FIN) Z | Yukimasa Nakamura (JPN) P | Isłam Macyjew (RUS) Z | Iwan Netow (BGR) P | 9.            |

## Letnie Igrzyska Olimpijskie 2000
| Konkurencja | Eliminacje                 | Repasaże                  | Klas. końcowa |
| Konkurencja | Przeciwnik I               | Przeciwnik I              | Miejsce       |
| ----------- | -------------------------- | ------------------------- | ------------- |
| 66 kg       | Patrick van Kalken (NED) P | Yukimasa Nakamura (JPN) P | 13.           |